# محمد بن ابوبکر فارسی
محمدبن ابوبکر فارسی ریاضی‌دان و اخترشناس ایرانی بود که ظاهراً در نیمهٴ دوم سدهٴ سیزدهم میلادی در یمن برآمد.

## آثار
- نهایة الادراک فی اٴسرار علوم الاٴفلاک: در باب اخترشناسی است.
- معارج‌الفکر الوهیج: در باب مشکلات زیجها است. او این کتاب را برای مظفر یوسف‌بن عمر، امیر یمن از حدود ۱۲۴۹ تا ۱۲۹۵ میلادی تألیف شده کرد و احتمال دارد همان زیج محمدی مورد اشارهٴ حاجی خلیفه (ج ۳، ص ۵۶۷ کشف‌الظنون) باشد، که می‌گوید براساس رصدهای فریدالدین ابوالحسن علی‌بن عبدالکریم شیروانی ملقب به فهاد (برآمدنش حدود ۱۱۴۵ — ۱۱۷۴ میلادی)، تألیف شده‌است. دو نسخه از معارج به خط عبری در دست است، و این کتاب ممکن است مربوط به بعد از ۱۲۶۶ میلادی باشد.
- آیات الاًفاق من‌خواص الاُوفاق: رساله‌ای است در باب سحر و جادو که در باب مربع‌های وفقی بحث می‌کند (؟) به موٴلفی به همین نام منسوب است، ولی وفات او در ۱۳۵۰ — ۱۳۵۱ میلادی، ذکر شده‌است.